# Vianí
Vianí è un comune della Colombia facente parte del dipartimento di Cundinamarca.
Il centro abitato venne fondato da Fernando Emiliano Bonilla nel 1853.